# Bismarck (Illinois)
Bismarck – wieś w Stanach Zjednoczonych, w stanie Illinois, w hrabstwie Vermilion.